# 倪虹
倪 虹（げい こう、1962年10月 - ）は、中華人民共和国の官僚、政治家。現職は中華人民共和国住宅都市農村建設部部長。

## 経歴
1962年10月、遼寧省鞍山市で生まれる。1979年にハルビン建築工程学院（現在のハルビン工業大学）建築工程系に入学した。
1983年大学卒業後から中華人民共和国建設部（現在の中華人民共和国住宅都市農村建設部）の村鎮建設司技術処主任科員、1992年12月綜合処副処長、1995年4月処長。
1998年11月、中国城郷建設総公司副総経理兼珠海経済特区中珠置業有限公司副董事長に転任。
1999年6月、合肥市人民政府副市長に転任。2002年6月には合肥市建設工委書記を兼務する。2006年1月、安徽省建設庁庁長（現在の安徽省住宅都市農村建設庁）に昇格。
2010年12月、中央に移り、中華人民共和国住宅都市農村建設部の住宅改革発展司司長に就任。2015年6月、副部長に就任。2022年6月、部長に昇格。